# Лениция
Лениция (от новолат. lenitio «ослабление», также мягкая мутация) в лингвистической фонетике — ослабление трения или мутация согласных звуков, находящихся в интервокальной позиции, то есть между двумя гласными. Отмечается во многих языках мира. Лениция, как и диссимиляция, может быть чисто фонетической, т.е происходить в быстром потоке речи, как например в русской частице ся < себя. 
В некоторых языках (например, кельтских) может носить ярко выраженный морфонологический характер.

## Примеры
- В кельтологии леницией называют серию переходов согласных, меняющих артикуляцию в положении между гласными. У термина имеются два оттенка значения. В первом случае лениция может означать изменение начальных согласных слова в различных морфологических и синтаксических условиях, но также может относиться к переходу согласных в аллофоны в середине слова (в конечном счёте первое явление восходит ко второму). Лениция сыграла значительную фонетическую роль в эволюции народной латыни и романских языков.
- Не исключено, что в народной латыни она возникла под влиянием кельтского субстрата[источник не указан 4807 дней], но при этом имела лишь чисто фонетический характер: лат. vita > исп. vida > фр. vie «жизнь»; лат. ridere > фр. rire, исп. reír «смеяться»; лат. caballus > молд. кал «лошадь»; лат. vinea > молд. вие «лоза». В современном испанском языке согласные звуки [d], [g], [b], имеют ослабленные аллофоны в положении между гласными. В некоторых говорах, например в испанском языке Кубы и других стран Карибского региона, межзубный аллофон /ð/ между гласными вообще превращается в ноль звука: enamorado > enamoradho > enamorao «влюблённый».